# Sporting Clube de Goa
Lo Sporting Clube de Goa è una società calcistica indiana, avente sede a Goa.

## Palmarès

### Competizioni nazionali
- I-League 3rd Division: 1

2023-2024

### Competizioni regionali
- Goa Professional League: 1

2017-2018

### Altri piazzamenti
- I-League:

Secondo posto: 2004-2005
Terzo posto: 2008-2009
- Coppa della Federazione indiana:

Finalista: 2005, 2006, 2013-2014
Semifinalista: 2014-2015, 2015-2016